# Euphorbia hallii
Euphorbia hallii är en törelväxtart som beskrevs av Robert Allen Dyer. Euphorbia hallii ingår i släktet törlar, och familjen törelväxter. Inga underarter finns listade i Catalogue of Life.